# ENEOS NUC
株式会社ENEOS NUC（エネオス エヌユーシー、英文名称ENEOS NUC Corporation）は、ENEOSグループの化学メーカー。ポリエチレン樹脂の製造を行う。

## 概要
ポリエチレンやエラストマーなどを製造する化学メーカーで、かつては東燃化学（東燃ゼネラル石油グループ）が50%、ユニオンカーバイド（ダウ・ケミカル100％子会社）も50%と対等出資による合弁企業であったが、2013年7月に東燃ゼネラル石油グループの完全子会社となり、2021年1月に株式会社NUCから現社名に変更した。

## 主な製品
- 低密度ポリエチレン樹脂
- 熱可塑性エラストマー
- 電線被覆材料

## 事業所
- 本社 - 〒210-0007 神奈川県川崎市川崎区駅前本町12 番1　川崎駅前タワー・リバーク 10 階
- 川崎工業所 - 〒210-0862 神奈川県川崎市川崎区浮島町8-1

## 沿革
- 1961年
  - 日東化学工業とユニオンカーバイドとの合弁で、「日東ユニカー株式会社」として設立。
  - 川崎工業所を開設、操業開始。
- 1962年 - 高圧法低密度ポリエチレンを生産開始。
- 1965年 - 三菱レイヨンが日東化学工業へ資本参加したことに伴い、日本側の株主が三菱レイヨンに変更。
- 1966年 - 日本ユニカー株式会社に社名変更。
- 1967年
  - シリコーンを生産開始。
  - 架橋ポリエチレンを生産開始。
- 1970年 - EEAコポリマー[3]を生産開始。
- 1971年 - EVAコポリマーを生産開始。
- 1980年 - 日本側の株主が東燃石油化学（現・東燃化学）に変更。
- 1983年 - ユニポール法ポリエチレンを生産開始。
- 1996年 - 小松工業所を開設、操業開始。
- 2004年 - シリコーン事業を東レ・ダウコーニングに営業譲渡。
- 2008年 - 販売・研究開発部門をダウ・ケミカル日本に、保全部門を東燃化学に移管
- 2013年7月 - ユニオンカーバイドが保有株式をTGSH合同会社（東燃ゼネラル石油グループの中間持株会社）に譲渡。
- 2014年1月1日 - 株式会社NUCに社名変更。
- 2021年1月11日- 株式会社ENEOS NUCに社名変更。

## 事件・事故

### 産業廃棄物処理法違反
1976年2月、川崎市内の銭湯で燃料タンクの爆発が相次いだことから川崎警察署が捜査に着手。同年3月8日までに、日本ユニカー川崎工場がガソリンを含む洗浄油（廃油）を危険を承知で売り払っていたことが判明している。

### 配管破裂事故
2008年6月1日21時過ぎ、気密性確認の為、窒素を流し、圧力をかけていた配管を圧力が抜けてないまま外そうとして、配管が破裂し、作業員1人が死亡、1人が軽症を負う事故が起こった。